# Valens
Flavius Julius Valens (n. 328 d.Hr., Vinkovci, Regatul Slavoniei, Austro-Ungaria – d. 9 august 378 d.Hr., Edirne, Turcia) a fost un general roman și apoi împărat roman în est din 364 până la moartea sa.

## Biografie
Născut la Cibalae (Pannonia), ca fiu al unui modest ofițer, Valens optează pentru cariera armelor, fiind numit, după urcarea pe tron a fratelui său mai vârstnic Valentinian I, coîmpărat cu sarcina de a guverna provinciile balcanice și orientale.
Este net inferior fratelui său din punct de vedere al calităților militare, politice și administrative. În politica internă se remarcă prin represaliile împotriva cercurilor aristocrației senatoriale și prin sprijinirea arianismului. După ce reprimă uzurparea lui Procopius (înalt demnitar înrudit cu Iulian Apostatul), proclamat împărat la Constantinopol (365-366), poartă un război la Dunărea de Jos (367-369), împotriva vizigoților care amenințau provinciile romane și sprijiniseră pe uzurpator. Sub presiunea invaziei hune, Valens acceptă stabilirea vizigoților în sudul Dunării (376).
În timpul lui Valens a avut loc marea migrație a goților, care trec Dunǎrea în imperiu, fiind împinși de huni. Mișcǎrile popoarelor migratoare (germanice în special) au început încǎ din secolul al III-lea, dar invazia hunilor le împinge și le accelereazǎ infiltrarea în imperiu.
În 376 Valens le permite goților să se stabilească în Tracia. Doi ani mai târziu însuși Valens avea sa cadǎ victimǎ acțiunii sale: goții se rǎsculaserǎ și, în bǎtǎlia de la Adrianopol, romanii suferǎ o grea înfrângere. Legiunile romane s-au luptat cu goții și cu hunii pânǎ la sfârșit, dar ele au fost înfrânte pe câmpul de luptǎ, opunând rezistențǎ atacului sǎlbatic al numeroșilor cǎlǎreți. Aceastǎ bǎtǎlie a marcat ascensiunea cavaleriei grele în Europa și a pus capǎt invincibilității Romei.
Jaful la care aceștia sunt supuși de autoritățile imperiale locale declanșează o mare răscoală antiromană. În bătălia de la Adrianopol (9 august 378), prin care o angajează fără a mai aștepta sosirea contingentelor din Occident conduse de nepotul său, Grațian, armata romană este înfrântă de vizigoții lui Fritigern, sprijiniți de contingente ostrogote, iar Valens își găsește moartea pe câmpul de luptă.

Valens încheie seria împǎraților relativ „șterși” care se interpun între Constantin și Theodosiu.